# Імпічмент в Україні
Імпічмент в Україні — повноваження законодавчої влади, що дозволяє висувати офіційні звинувачення державному службовцю за імовірно вчинені злочини. Фактично судовий розгляд за таким звинуваченням, і подальше зняття з посади на підставі визнання вини, існує окремо від акту самого імпічменту.

## Імпічмент президента України
Повноваження Президента України припиняються достроково у разі:
1. відставки;
2. неможливості виконувати свої повноваження за станом здоров'я;
3. усунення з поста в порядку імпічменту;
4. смерті.

Конституція України, а саме стаття 111 Основного Закону дає визначення імпічменту. У Конституції імпічмент визначається як особлива процедура притягнення до відповідальності Президента України, що поєднує юридичну, кримінальну і конституційну відповідальність, які реалізуються шляхом осуду Президента, дострокового припинення його повноважень і усунення з посади.
Конституція України визначає підставою для імпічменту вчинення державної зради або іншого злочину, які підпадають під дію кримінального закону (частина 1 ст. 111).
У разі дострокового припинення повноважень Президента України на період до обрання і вступу на пост нового Президента України повноваження покладаються на Голову Верховної Ради України.
21 лютого 2014 року було зареєстровано проект закону про імпічмент Президента України
22 лютого 2014 року Верховна Рада України прийняла постанову № 757-VII про усунення президента зі своєї посади і призначила проведення позачергових президентських виборів на 25 травня 2014 року, але за іншим законопроектом. Прийняття цього законопроекту пояснюється заміною формулювання «імпічмент» на «самоусунення» у зв'язку з особливими обставинами.[джерело?]
Питання про усунення Президента України з поста в порядку імпічменту ініціюється більшістю від конституційного складу Верховної Ради України.

### Процедура імпічменту
- парламент створює спеціальну тимчасову слідчу комісію, до якої входять спеціальний прокурор і спеціальні слідчі;
- висновки і пропозиції тимчасової слідчої комісії розглядаються на засіданні Верховної Ради України;
- За наявності підстав Верховна Рада України не менш як двома третинами від її конституційного складу приймає рішення про звинувачення Президента України;
- Конституційний суд виносить висновок щодо додержання конституційної процедури розслідування і розгляду справи про імпічмент;
- Верховний Суд України підтверджує наявність у діях обвинувачуваного ознак державної зради чи іншого злочину;
- не менш як трьома четвертими від конституційного складу Верховної ради парламентаріїв приймають рішення про усунення Президента України з поста;
- виконання обов'язків Президента України покладається на Голову Верховної Ради України, за виключенням повноважень вказаних у ст. 112 Конституції України.[3]

### Відсторонення Віктора Януковича
22 лютого Верховна Рада України 328 голосами підтримала постанову «Про самоусунення Президента України від виконання конституційних повноважень та призначення позачергових виборів Президента України». Відповідно до постанови Віктор Янукович оголошувався таким, що у неконституційний спосіб самоусунувався від виконання ним своїх конституційних обов'язків Президента України, та відповідно до пункту 7 частини першої статті 85 Конституції України оголошувалося про проведення позачергових виборів Президента 25 травня 2014 року.
| Фракція | Фракція                     | За  | Проти | Утрималося | Не голосувало | Відсутні |
| ------- | --------------------------- | --- | ----- | ---------- | ------------- | -------- |
|         | Партія регіонів             | 36  | 0     | 0          | 2             | 96       |
|         | ВО «Батьківщина»            | 86  | 0     | 0          | 2             | 0        |
|         | УДАР                        | 41  | 0     | 0          | 0             | 1        |
|         | ВО «Свобода»                | 36  | 0     | 0          | 0             | 0        |
|         | Комуністична партія України | 30  | 0     | 0          | 1             | 1        |
|         | Позафракційні               | 99  | 0     | 0          | 1             | 17       |
| Загалом | Загалом                     | 328 | 0     | 0          | 6             | 116      |

Також депутатами було ухвалено постанову «Про відкликання Рибака В. В. з посади Голови Верховної Ради України» та обрано головою парламенту Олександра Турчинова, який став виконувачем обов'язків Президента України.